# Antònia Adroher i Pascual
Antònia Adroher i Pascual (Girona, 22 de juny de 1913 - Banyuls de la Marenda, 15 de setembre de 2007) era una mestra i activista política catalana fundadora del Partit Obrer d'Unificació Marxista (POUM).

## Biografia
Estudià magisteri a l'Escola Normal de Mestres de Girona, on també fou militant de la Federació Espanyola de Treballadors d'Ensenyament (FETE), adherida a la Unió General de Treballadors (UGT). Fou mestra a l'escola d'Ultramort del 1934 a 1936 i es va adherir també al BOC alternant els estudis, el treball i la militància. L'esclat de la revolució l'agafa fent de mestra acabada de casar i tots dos es van posar al servei de les Milícies Antifeixistes. Dídac va ser ferit de mort pels trets d'un colpista emboscat. Fou enterrat el 25 de juliol enmig d'una gran manifestació de dol dels seus companys. Desesperada, Antònia volia marxar també al front, però fou designada per ocupar-se de les noies de l'escola de les Carmelites que havien quedat soles.
Fou una de les fundadores del Partit Obrer d'Unificació Marxista (POUM) i, durant la guerra civil espanyola, fou la primera dona que va ser regidora de Cultura i Propaganda a l'Ajuntament de Girona, des del 21 d'octubre del 1936 fins al febrer del 1937. Des del seu càrrec va posar en pràctica un nou sistema d'educació, per mitjà del Consell de l'Escola Nova Unificada (CENU), basat en una pràctica pedagògica innovadora i progressista, inspirada en els principis racionalistes del treball i de la fraternitat; això va representar en la pràctica l'organització d'una escola pública i gratuïta per a tothom, l'ensenyament en català, la cura de la mainada, els principis higienistes i de salut i la igualtat d'oportunitats per als nens i nenes a través de la coeducació. Antònia tenia 23 anys i la seva tasca a favor de l'educació a Girona va fer que cap nen es quedés sense escolaritzar en un temps molt difícil.
El 1939 passà a l'exili a Tolosa de Llenguadoc i estigué en diversos camps de concentració fins que en sortir s'establí a Perpinyà. La seva casa del carrer Printemps fou el centre de resistència de tots els seus amics catalans del POUM. En aquells anys coneix Carmel Roca, que tenia un fill de 4 anys i era orfe de mare. Es van unir i van recomençar una vida junts a Banyuls. Amb Carmel Rosa Baserba va fundar el Casal Català de París. El 1976, amb el seu marit, Carmel Rosa, va ingressar en el Partit dels Socialistes de Catalunya (PSC) com molts altres antics militants del POUM. El 1977 va tornar a Catalunya.

## Reconeixement i memòria
L'any 1970 va rebre un reconeixement a Catalunya per la seva trajectòria com a professora i a Girona li van posar el seu nom a un carrer. El 2000 va obtenir el Premi Mestres 68 per la seva tasca en la renovació de la pedagogia catalana. El 2006 va rebre la Creu de Sant Jordi. El 2008 es va inaugurar la Biblioteca Pública Antònia Adroher a Girona per homenatjar la seva figura.